# Никольское (Оренбургский район)
Никольское — село в Оренбургском районе Оренбургской области. Расположено на берегу речки Крестовка.

## Название
Село названо по церковному празднику.

## Палеонтология
Никольское — место обнаружения окаменелостей темноспондильных амфибий, обитавших в раннем триасовом периоде. В нижнеиндском подъярусе найден образец Tupilakosaurus, в верхнеиндском — возможный образец Stoschiosaurus. Окаменелости Syrtosuchus и неопределённых представителей подсемейства Cosgriffiinae, скорее всего, тоже происходят из верхнеиндского подъяруса.

## История
Никольская отмечена на карте, составленной предположительно в 1742 году. Собственно эта карта акцентирована на новой дороге проложенной Кириловым И. К. к Оренбургу (ныне Орску) через Самару, минуя Уфу. Прокладывал и обустраивал эту дорогу Кирилов в 1736 году, стало быть Никольское заложено в том же году. А если предположить, что день закладки деревни совпал с днём святого Николы-летнего, чем объясняется выбор названия деревни, то и дата закладки известна — 22 мая 1736 года.
Предположительно село основано в 1829 году С. Мальцевым. Предположительно именно он стал в 1834 году организатором строительства молитвенного дома в поселении.
По данным волостных и станичных правлений 1891 года поселок Никольский входил в Городищенекий станичный юрт.
По данным переписи населения (или «Ревизские сказки») за 1834 год жители поселения до 1830—1831 годов жили в Омской области Петропавловского округа Нижнеалабужской волости деревня Починка и в Воронежской губернии Землянского уезда Нижне-Ведугской волости села Избища.
В годы революции многие казаки уехали с белым отрядом и больше не вернулись.
В 1961 году Никольское переводится из подчинения Краснохолмского района в Оренбургский.
В настоящее время в селе проживают русские, казахи, татары, башкиры, армяне, чеченцы.
На территории муниципального образования находятся:
- МУП «Яик»;
- 7 крестьянско-фермерских хозяйств.

## Население
| 2002  | 2010  | 2012  | 2013  | 2014  | 2015  | 2016  |
| ----- | ----- | ----- | ----- | ----- | ----- | ----- |
| 1293  | ↘1143 | ↗1153 | ↘1145 | ↗1167 | ↗1213 | ↗1247 |
| 2017  | 2018  | 2019  | 2020  | 2021  |       |       |
| ↘1237 | ↘1236 | ↘1222 | ↘1191 | ↘1144 |       |       |

## Инфраструктура
Исторически село связывают с пуховязанием. В 1928 году в селе была открыта первая пуховязальная артель. Но в 1982 году пуховязальное производство утратило свои интенсивность и было переведено в Переволоцкий район.
Также развито животноводство: крупный рогатый скот, свиньи, овцы, козы, лошади.
Образование села предсатавлено двумя учреждениями: МДОУ детский сад «Солнышко» и МОУ «Никольская средняя общеобразовательная школа». Также в селе работают:
- фельдшерско-акушерский пункт;
- сельский Дом культуры;
- филиал межпоселенческой централизованной библиотечной системы района;
- отделение почтовой связи;
- отделение сберкассы.

## Известные жители
- Обухов, Виктор Тимофеевич (1898—1975) — советский военный деятель, Генерал-полковник танковых войск, Герой Советского Союза.